# Pierre à bâtir
Une pierre à bâtir est une pierre employée en construction, essentiellement une pierre naturelle. Elle inclut éventuellement son corollaire une pierre artificielle, une pierre obtenue des moyens artificiels : la brique, le béton, etc.